# Simone Manca di Mores

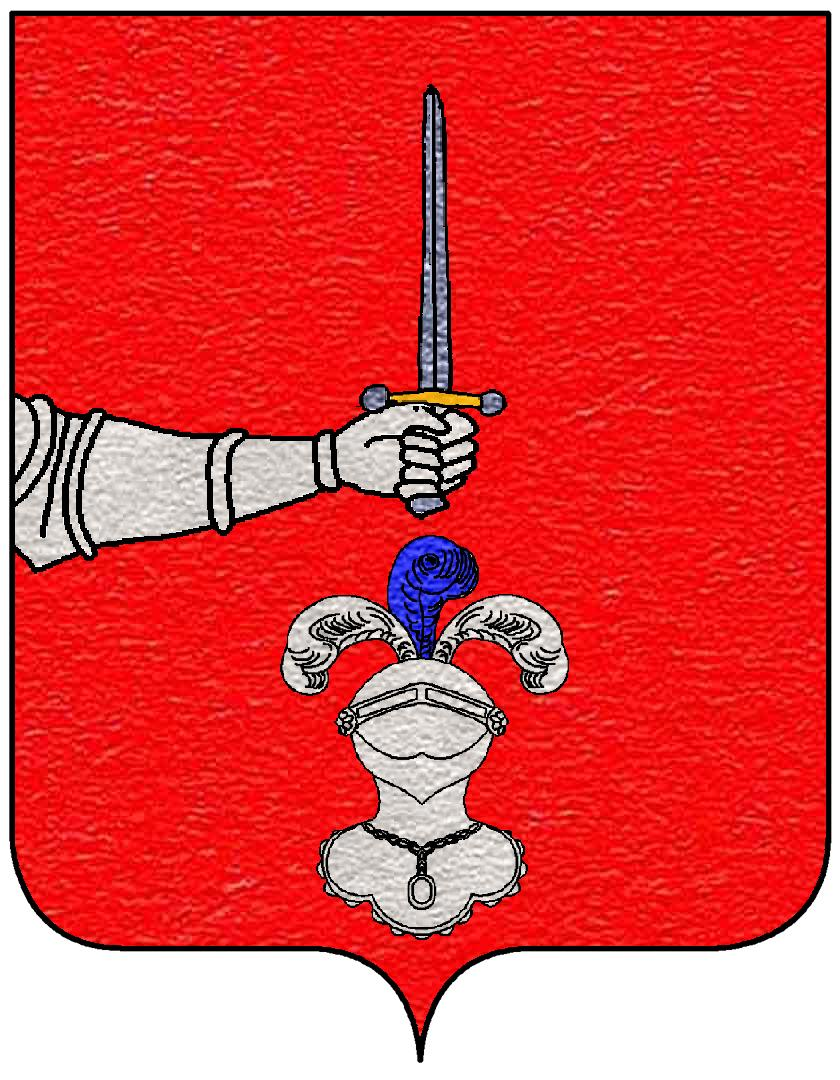
Stemma della famiglia Manca

Simone Manca di Mores (Sassari, 1809 – Sassari, 1900) è stato un pittore e politico italiano.

## Biografia

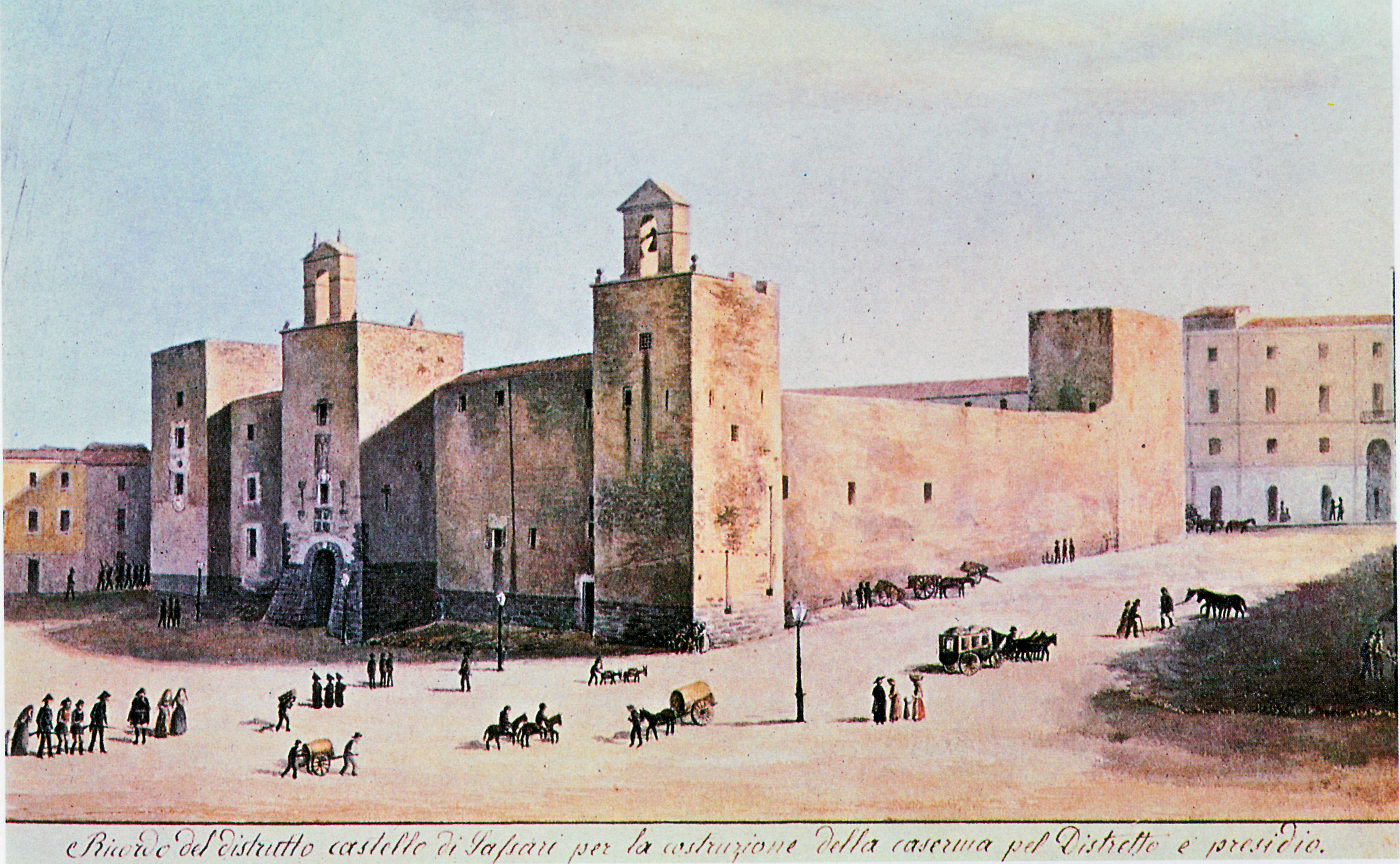
Simone Manca di Mores, Il castello aragonese di Sassari, 1878-80

Nato a Sassari nel 1809 da nobile famiglia, si trasferì a Torino per entrare all'Accademia Militare, dove conobbe Camillo Benso di Cavour, con il quale strinse un rapporto di amicizia. Rientrò a Sassari nel 1837, dove prese parte attivamente alla vita politica della città, sedendo più volte nel consiglio comunale e venendo eletto anche consigliere provinciale. Dal 1860 al 1863 fu sindaco di Sassari, primo sindaco sassarese del Regno d'Italia.
Cultore di storia e tradizioni sarde, iniziò a praticare l'acquarello e la pittura a tempera, dedicandosi alla rappresentazione di scene quotidiane, vedute paesaggistiche e usi e costumi sardi. Con il supporto reale dei sovrani di Savoia, portò a termina la corposa Raccolta di costumi sardi (1861-1876). Di notevole importanza storico-topografica è una serie di cinquantotto acquarelli che raffigurano Sassari, Porto Torres, Alghero, Bosa e Oristano.
Negli ultimi anni di vita, fino alla morte nel 1900, si occupò di disegno e pittura per le chiese e il teatro.